# Алекс Томсон
Алекс Томсон (англ. Alex Thomson, 12 січень 1929 — 14 червень 2007) — британський кінооператор.
Він був номінований на «Оскар» за найкращу операторську роботу за «Екскалібур» (1981). Інші фільми, над якими він працював, включали «Фортеця» (1983), «Рік Дракона» (1985), «Легенда» (1985), «Лабіринт» (1986), «Крейс» (1990), «Чужий 3» (1992), «Скелелаз» (1993), «Руйнівник», «Наказано знищити», «Гамлет» (1996) і «Втрачена праця кохання» (2000). У перші роки роботи в кіно він працював оператором у дванадцяти фільмах режисера Ніколаса Роуга між 1961 і 1966 роками.

## Фільмографія
- 1981 : «Екскалібур» / (Excalibur)